# Lisbeth Movin
Lisbeth Movin (25 de agosto de 1917 - 7 de noviembre de 2011) fue una actriz teatral y cinematográfica de nacionalidad danesa.

## Biografía
Nacida en Odense, Dinamarca, e hija de actores, se graduó en la escuela teatral del Teatro Real de Copenhague, donde se formó entre 1939 y 1941. Allí actuó dos años tras conseguir su titulación. Entre 1943 y 1950, y a partir de 1968, estuvo comprometida con el Det Ny Teater, a la vez que llevaba a cabo otras ocupaciones como actriz.
Fue sobre todo conocida por su papel de Anne, la esposa de un pastor acusada de brujería, en el film Vredens dag (1943), dirigido por Carl Theodor Dreyer. Fue también la viuda en El festín de Babette (1987), cinta dirigida por Gabriel Axel.
Casada con Lau Lauritzen Jr., fue madre de la también actriz Lone Lau. Lisbeth Movin falleció el 7 de noviembre de 2011 en Hillerød, Dinamarca, a los 94 años de edad.

## Filmografía (selección)
- 1942 : Et skud før midnat
- 1943 : Vredens dag
- 1945 : La tierra será roja
- 1948 : Hr. Petit
- 1950 : Den opvakte jomfru
- 1950 : Café Paradis
- 1951 : Det sande ansigt
- 1952 : Det store løb
- 1952 : Avismanden
- 1953 : Hejrenæs
- 1953 : Det gælder livet
- 1954 : En sømand går i land
- 1956 : Taxa K–1640 Efterlyses
- 1956 : Den store gavtyv
- 1957 : Sønnen fra Amerika
- 1958 : Det lille hotel
- 1960 : Det skete på Møllegården
- 1960 : Min kone fra Paris (actriz y directora)
- 1962 : Rikki og mændene (actriz y directora)
- 1963 : Sikke'n familie
- 1965 : Jensen længe leve
- 1967 : Den røde kappe
- 1968 : Mig og min lillebror og storsmuglerne (ayudante de dirección)
- 1969 : Mig og min lillebror og Bølle (directora)
- 1972 : Farlige kys
- 1980 : Matador (serie TV)
- 1980 : Øjeblikket
- 1987 : El festín de Babette
- 1987 : Sidste akt